# جان وان لوتام
 جان وان لوتام (انگلیسی: John van Lottum؛ زاده ۱۰ آوریل ۱۹۷۶) یک تنیس‌باز اهل هلند است. 